# Sirassawut Wongruankhum
Sirassawut Wongruankhum (thailändisch ศิรัสวุฒิ วงค์เรือนคำ; * 27. Oktober 2005) ist ein thailändischer Fußballspieler.

## Karriere

### Verein
Sirassawut Wongruankhum erlernte das Fußballspielen in der Star Power Academy der Thawee SC Wittaya School. Im Sommer 2022 wechselte er zum Drittligisten Chiangrai City FC. Mit dem Verein aus Chiangrai spielte er 37-mal in der Northern Region der Liga. Im Januar 2025 unterschrieb er einen Vertrag bei dem ebenfalls in Chiangrai beheimateten Erstligisten Chiangrai United. Sein Erstligadebüt gab Wongruankhum am 27. April 2025 (30. Spieltag) im Auswärtsspiel gegen den Khon Kaen United FC. Bei der 3:1-Niederlage stand er in der Startelf und spielte die kompletten 90 Minuten.

### Nationalmannschaft
Sirassawut Wongruankhum gab am 22. März 2025 sein Debüt in der thailändischen U23-Nationalmannschaft. Hier kam er im Freundschaftsspiel gegen Katar zum Einsatz.